# دیرک نویتسکی
دیرک ورنر نویتسکی (انگلیسی: Dirk Werner Nowitzki؛ زادهٔ ۱۹ ژوئن ۱۹۷۸) بازیکن بسکتبال پیشین اهل آلمان است. وی از همان دوران کودکی تنیس و بسکتبال بازی می‌کرد. ابتدا در تنیس موفق ظاهر شد و در رده سنی خودش نفر دوم آلمان شد. پس از آن فعالیتش را در بسکتبال متمرکز کرد. استعداد ورزش در خانواده آن‌ها وجود داشت. مادرش هلگا نوویتسکی قبلاً در تیم ملی بسکتبال زنان آلمان بازی می‌کرد. پدرش هم هندبالیست بود. وی در وورتسبورگ تحصیل کرده و در آنجا مدرسه را به پایان رساند.

## دوران حرفه‌ای
درک توانست به زودی وارد لیگ حرفه‌ای بسکتبال شود. فصل ۹۸/۱۹۹۷ در بوندسلیگا ۱ در DJK، باشگاهی که خواهرش سیلکه هم در آن عضویت داشت بازی کرد. وی بهترین و امتیاز آورترین بازیکن تیمش بود. او در آن زمان تحت نظر هولگر گشویندنر تمرین می‌کرد. از آنجا به آمریکا رفت. در یک دیدار تمرینی در مقابل بهترین دانشجویان بسکتبالیست آمریکایی نمایشی عالی داشت. در آن‌جا رکورد جدیدی با ۳۳ امتیاز و ۱۴ ریباند به دست آورد.
در اولین فصل حضورش در آمریکا یکی از بهترین تازه‌واردهای ان‌بی‌ای بود و اولین بسکتبالیست آلمانی بود که از آلمان به‌طور مستقیم به ان‌بی‌ای رفت. در فصل ۱۹۹۸ اولین قرارداد حرفه‌ای خود را با باشگاه دالاس ماوریکس امضا کرد. در این فصل به خاطر انتظارات بالا، تحت فشار زیادی بود و تنها موفق به کسب میانگین ۸.۲ امتیاز و ۳.۴ ریباند شد، البته نمایش او به عنوان یک تازه‌وارد قابل قبول بود و نشان از استعداد او در بسکتبال و آیندهٔ درخشان او در این رشته داشت.
در دومین فصل حضور در آمریکا (۲۰۰۰–۱۹۹۹) پیشرفت زیادی کرد و به میانگین ۱۷.۵ امتیاز و ۵.۶ ریباند رسید. در پایان آن فصل از او با عنوان بازیکنی یاد شد که بیشترین پیشرفت را داشته‌است. برای فصل ۲۰۰۱–۲۰۰۰ تمریناتش را زودتر از موعد با هولگر گشویندنر آغاز کرد تا توانایی‌های بیشتری کسب کند. در این فصل او موفق‌ترین گلزن ماوریکس بود. در مرحلهٔ پلی‌آف ان‌بی‌ای در سال ۲۰۰۳ که دالاس به نیمه‌نهایی رسید، نوویتسکی با ۴۶ امتیاز در یک بازی رکورد باشگاه را شکست و با کمک او بود که باشگاه توانسته بود پس از ۱۵ سال به دور پلی‌آف برسد.
او اوایل دسامبر سال ۲۰۰۴ توانست این رکورد را با ۵۳ امتیاز در مقابل هیوستون راکتس یک بار دیگر ارتقا بخشد. درست قبل از شروع فصل ۲۰۰۳/۲۰۰۲ توسط رؤسای باشگاه‌های ان‌بی‌ای به عنوان بهترین بازیکن خارجی لیگ بسکتبال آمریکا انتخاب شد. از وی در طول دوران فعالیتش شش بار برای تیم منتخب ان‌بی‌ای نام برده شده‌است. (در سال‌های ۲۰۰۱ و ۲۰۰۴ در تیم سوم، در سال‌های ۲۰۰۲ و ۲۰۰۳ در تیم دوم و در سال‌های ۲۰۰۵ و ۲۰۰۶ در تیم اول منتخب)
به علاوه او در سال‌های ۲۰۰۵ و ۲۰۰۶ در انتخاب MVP (باارزش‌ترین بازیکن)، که افتخاری بسیار بزرگ است، به عنوان نفر سوم انتخاب شد. او در تاریخ ان‌بی‌ای اولین بسکتبالیست اروپایی است که در تیم اول منتخب برگزیده می‌شود. ضمن این‌که او اولین بازیکن اروپایی است که بیش از ۲۰۰۰ امتیاز در یک فصل ان‌بی‌ای کسب کرده‌است. (فصل‌های ۲۰۰۳/۲۰۰۲ ۲۰۰۵، /۲۰۰۴ و ۲۰۰۶/۲۰۰۵). در فصل ۲۰۰۶/۲۰۰۵ دوباره تیمش را پس از پیروزی (۹۳:۱۰۲) مقابل فینیکس سانز به مرحلهٔ پلی‌آف و نیز برای اولین بار در طول تاریخ باشگاه به فینال این مرحله رساند.
در آن‌جا آن‌ها به مصاف میامی هیت رفتند و پس از این‌که ۲ بر صفر جلو افتاده بودند، با نتیجهٔ ۴ بر ۲ شکست خوردند. روزنامهٔ ایتالیایی گازتادلو اسپرت در سال‌های ۲۰۰۲، ۲۰۰۳، ۲۰۰۴ و ۲۰۰۵ او را به عنوان برترین بسکتبالیست اروپایی انتخاب کرد.
نویتسکی با تیم ملی آلمان در تابستان سال ۲۰۰۱ در رقابت‌های قهرمانی اروپا شرکت کرد. آلمان در آن سال در دیدار رده‌بندی به مصاف اسپانیا رفت و گرچه بازی را به آن‌ها واگذار کرد اما توانست راهی جام جهانی ۲۰۰۲ شود. این جام، موفقیتی شخصی برای نوویتسکی به همراه آورد. وی با کسب میانگین ۲۹ امتیاز در هر بازی، موفق‌ترین بازیکن این رقابت‌ها لقب گرفت. در جام جهانی ۲۰۰۲ تیم ملی آلمان صاحب مدال برنز (مقام سوم) و در جام ملت‌های اروپا ۲۰۰۵ مدال نقره (مقام دوم) را کسب کرد و نوویتسکی در هر دو تورنمنت، همچون جام ۲۰۰۱ اروپا، به عنوان بهترین بازیکن مسابقات انتخاب شد.
سرانجام نوویتسکی در فصل ۲۰۱۰–۱۱ توانست موریکس را قهرمان NBA کند تا هواداران این تیم برای اولین بار از زمان تأسیس باشگاه، قهرمانی را تجربه کنند. این در حالی بود که نویتسکی در فصل عادی دچار مصدومیت‌هایی شده بود اما در پلی‌آف‌ها نمایش خارق‌العاده‌ای را به اجرا گذاشت. او در فینال به همراه جیسون کید، شان ماریون، جیسون تری و تیسی چلندر توانستند یاران لبرون جیمز و دایون وید را با نتیجهٔ ۴–۲ شکست دهند و انتقام فصل ۲۰۰۶ را از میامی هیت بگیرند.
آن‌چه در مورد درک نوویتسکی اهمیت دارد این است که وی با وجود قد ۲.۱۳ متری از تکنیک پرتابی فوق‌العاده برخوردار است و برخلاف بسیاری از بازیکنان بلند قد که بیشتر در نزدیکی سبد امتیاز کسب می‌کنند، یکی از بهترین بازیکنانی است که پرتاب‌های سه امتیازی دارد. برخی کارشناسان البته به ضعف او در کارهای دفاعی اشاره می‌کنند. اما وی از سال ۱۹۹۸ و اولین فصل حضورش در NBA با تمرین زیاد، پیشرفت زیادی در این زمینه داشته‌است و تقریباً یکی از کامل‌ترین بازیکنان دنیا محسوب می‌شود.

## آمار دیرک نووتسکی

### فصل عادی
| Year     | Competition | GP    | MPG   | FG%  | 3P%  | FT%  | RPG  | APG | SPG | BPG | PPG |      |
| -------- | ----------- | ----- | ----- | ---- | ---- | ---- | ---- | --- | --- | --- | --- | ---- |
| ۱۹۹۸–۹۹  | Dallas      | ۴۷    | ۲۴    | ۲۰٫۴ | .۴۰۵ | .۲۰۶ | .۷۷۳ | ۳٫۴ | ۱٫۰ | .۶  | .۶  | ۸٫۲  |
| ۱۹۹۹–۰۰  | Dallas      | ۸۲    | ۸۱    | ۳۵٫۸ | .۴۶۱ | .۳۷۹ | .۸۳۰ | ۶٫۵ | ۲٫۵ | .۸  | .۸  | ۱۷٫۵ |
| ۲۰۰۰–۰۱  | Dallas      | ۸۲    | ۸۲    | ۳۸٫۱ | .۴۷۴ | .۳۸۷ | .۸۳۸ | ۹٫۲ | ۲٫۱ | ۱٫۰ | ۱٫۲ | ۲۱٫۸ |
| ۲۰۰۱–۰۲  | Dallas      | ۷۶    | ۷۶    | ۳۸٫۰ | .۴۷۷ | .۳۹۷ | .۸۵۳ | ۹٫۹ | ۲٫۴ | ۱٫۱ | ۱٫۰ | ۲۳٫۴ |
| ۲۰۰۲–۰۳  | Dallas      | ۸۰    | ۸۰    | ۳۹٫۰ | .۴۶۳ | .۳۷۹ | .۸۸۱ | ۹٫۹ | ۳٫۰ | ۱٫۴ | ۱٫۰ | ۲۵٫۱ |
| ۲۰۰۳–۰۴  | Dallas      | ۷۷    | ۷۷    | ۳۷٫۹ | .۴۶۲ | .۳۴۱ | .۸۷۷ | ۸٫۷ | ۲٫۷ | ۱٫۲ | ۱٫۴ | ۲۱٫۸ |
| ۲۰۰۴–۰۵  | Dallas      | ۷۸    | ۷۸    | ۳۸٫۷ | .۴۵۹ | .۳۹۹ | .۸۶۹ | ۹٫۷ | ۳٫۱ | ۱٫۲ | ۱٫۵ | ۲۶٫۱ |
| ۲۰۰۵–۰۶  | Dallas      | ۸۱    | ۸۱    | ۳۸٫۱ | .۴۸۰ | .۴۰۶ | .۹۰۱ | ۹٫۰ | ۲٫۸ | .۷  | ۱٫۰ | ۲۶٫۶ |
| ۲۰۰۶–۰۷  | Dallas      | ۷۸    | ۷۸    | ۳۶٫۲ | .۵۰۲ | .۴۱۶ | .۹۰۴ | ۸٫۹ | ۳٫۴ | .۷  | .۸  | ۲۴٫۶ |
| ۲۰۰۷–۰۸  | Dallas      | ۷۷    | ۷۷    | ۳۶٫۰ | .۴۷۹ | .۳۵۹ | .۸۷۹ | ۸٫۶ | ۳٫۵ | .۷  | .۹  | ۲۳٫۶ |
| ۲۰۰۸–۰۹  | Dallas      | ۸۱    | ۸۱    | ۳۷٫۷ | .۴۷۹ | .۳۵۹ | .۸۹۰ | ۸٫۴ | ۲٫۴ | .۸  | .۸  | ۲۵٫۹ |
| ۲۰۰۹–۱۰  | Dallas      | ۸۱    | ۸۰    | ۳۷٫۵ | .۴۸۱ | .۴۲۱ | .۹۱۵ | ۷٫۷ | ۲٫۷ | .۹  | ۱٫۰ | ۲۵٫۰ |
| ۲۰۱۰–۱۱  | Dallas      | ۷۳    | ۷۳    | ۳۴٫۳ | .۵۱۷ | .۳۹۳ | .۸۹۲ | ۷٫۰ | ۲٫۶ | .۵  | .۶  | ۲۳٫۰ |
| ۲۰۱۱–۱۲  | Dallas      | ۶۲    | ۶۲    | ۳۳٫۵ | .۴۵۷ | .۳۶۸ | .۸۹۶ | ۶٫۸ | ۲٫۲ | .۷  | .۵  | ۲۱٫۶ |
| Career   |             | ۱٬۰۵۵ | ۱٬۰۳۰ | ۳۶٫۳ | .۴۷۵ | .۳۸۰ | .۸۷۸ | ۸٫۳ | ۲٫۶ | .۹  | ۱٫۰ | ۲۲٫۹ |
| All-Star |             | ۱۱    | ۲     | ۱۶٫۵ | .۴۴۴ | .۲۱۴ | .۸۷۵ | ۴٫۲ | ۱٫۵ | .۷  | .۴  | ۹٫۸  |

### پلی‌آف‌ها
| Year   | Competition | GP  | MPG | FG%  | 3P%  | FT%  | RPG  | APG  | SPG | BPG | PPG |      |
| ------ | ----------- | --- | --- | ---- | ---- | ---- | ---- | ---- | --- | --- | --- | ---- |
| ۲۰۰۱   | Dallas      | ۱۰  | ۱۰  | ۳۹٫۹ | .۴۲۳ | .۲۸۳ | .۸۸۳ | ۸٫۱  | ۱٫۴ | ۱٫۱ | .۸  | ۲۳٫۴ |
| ۲۰۰۲   | Dallas      | ۸   | ۸   | ۴۴٫۶ | .۴۴۵ | .۵۷۱ | .۸۷۸ | ۱۳٫۱ | ۲٫۳ | ۲٫۰ | .۸  | ۲۸٫۴ |
| ۲۰۰۳   | Dallas      | ۱۷  | ۱۷  | ۴۲٫۵ | .۴۷۹ | .۴۴۳ | .۹۱۲ | ۱۱٫۵ | ۲٫۲ | ۱٫۲ | .۹  | ۲۵٫۳ |
| ۲۰۰۴   | Dallas      | ۵   | ۵   | ۴۲٫۴ | .۴۵۰ | .۴۶۷ | .۸۵۷ | ۱۱٫۸ | ۱٫۴ | ۱٫۴ | ۲٫۶ | ۲۶٫۶ |
| ۲۰۰۵   | Dallas      | ۱۳  | ۱۳  | ۴۲٫۴ | .۴۰۲ | .۳۳۳ | .۸۲۹ | ۱۰٫۱ | ۳٫۳ | ۱٫۴ | ۱٫۶ | ۲۳٫۷ |
| ۲۰۰۶   | Dallas      | ۲۳  | ۲۳  | ۴۲٫۷ | .۴۶۸ | .۳۴۳ | .۸۹۵ | ۱۱٫۷ | ۲٫۹ | ۱٫۱ | .۶  | ۲۷٫۰ |
| ۲۰۰۷   | Dallas      | ۶   | ۶   | ۳۹٫۸ | .۳۸۳ | .۲۱۱ | .۸۴۰ | ۱۱٫۳ | ۲٫۳ | ۱٫۸ | ۱٫۳ | ۱۹٫۷ |
| ۲۰۰۸   | Dallas      | ۵   | ۵   | ۴۲٫۲ | .۴۷۳ | .۳۳۳ | .۸۰۸ | ۱۲٫۰ | ۴٫۰ | .۲  | ۱٫۴ | ۲۶٫۸ |
| ۲۰۰۹   | Dallas      | ۱۰  | ۱۰  | ۳۹٫۵ | .۵۱۸ | .۲۸۶ | .۹۲۵ | ۱۰٫۱ | ۳٫۱ | .۹  | .۸  | ۲۶٫۸ |
| ۲۰۱۰   | Dallas      | ۶   | ۶   | ۳۸٫۸ | .۵۴۷ | .۵۷۱ | .۹۵۲ | ۸٫۲  | ۳٫۰ | .۸  | .۷  | ۲۶٫۷ |
| ۲۰۱۱   | Dallas      | ۲۱  | ۲۱  | ۳۹٫۳ | .۴۸۵ | .۴۶۰ | .۹۴۱ | ۸٫۱  | ۲٫۵ | .۶  | .۶  | ۲۷٫۷ |
| ۲۰۱۲   | Dallas      | ۴   | ۴   | ۳۸٫۵ | .۴۴۲ | .۱۶۷ | .۹۰۵ | ۶٫۳  | ۱٫۸ | .۸  | .۰  | ۲۶٫۸ |
| Career |             | ۱۲۸ | ۱۲۸ | ۴۱٫۲ | .۴۶۳ | .۳۸۰ | .۸۹۳ | ۱۰٫۳ | ۲٫۶ | ۱٫۱ | .۹  | ۲۵٫۹ |

### آمار بین الملی
| Year   | Competition                 | GP | MPG  | FG%  | 3P%  | FT%   | RPG  | APG | SPG | BPG | PPG  |
| ------ | --------------------------- | -- | ---- | ---- | ---- | ----- | ---- | --- | --- | --- | ---- |
| 1997   | EuroBasket qualification    | ۱  | ۳٫۰  | .۰۰۰ | .۰۰۰ | .۰۰۰  | .۰   | .۰  | .۰  | .۰  | .۰   |
| 1999   | EuroBasket qualification    | ۳  | ۱۶٫۷ | .۶۰۰ | .۷۵۰ | ۱٫۰۰۰ | ۴٫۰  | .۳  | .۳  | .۰  | ۱۳٫۷ |
| 1999   | فیبا یوروبسکت               | ۹  | ۳۱٫۳ | .۵۸۲ | .۵۲۹ | .۷۷۱  | ۳٫۴  | ۱٫۸ | .۹  | .۰  | ۱۵٫۲ |
| 2001   | فیبا یوروبسکت               | ۷  | ۳۳٫۹ | .۵۱۶ | .۴۲۶ | .۷۱۴  | ۹٫۱  | ۱٫۹ | ۱٫۳ | ۱٫۰ | ۲۸٫۷ |
| ۲۰۰۲   | World Championship          | ۹  | ۳۱٫۲ | .۴۰۷ | .۲۸۶ | .۹۲۱  | ۸٫۲  | ۲٫۷ | ۱٫۲ | ۲٫۰ | ۲۴٫۰ |
| 2003   | فیبا یوروبسکت               | ۴  | ۳۴٫۸ | .۴۵۳ | .۴۵۵ | .۸۴۱  | ۶٫۲  | ۱٫۰ | ۱٫۳ | ۱٫۸ | ۲۲٫۵ |
| 2005   | EuroBasket qualification    | ۵  | ۳۲٫۴ | .۵۰۰ | .۳۶۴ | .۸۰۹  | ۱۱٫۶ | ۲٫۲ | ۱٫۸ | .۸  | ۲۳٫۶ |
| 2005   | فیبا یوروبسکت               | ۷  | ۳۶٫۹ | .۴۱۱ | .۳۷۱ | .۸۸۵  | ۱۰٫۶ | ۱٫۷ | ۱٫۱ | ۱٫۹ | ۲۶٫۱ |
| ۲۰۰۶   | World Championship          | ۹  | ۳۳٫۶ | .۴۳۴ | .۲۸۶ | .۸۲۳  | ۹٫۲  | ۲٫۸ | ۱٫۰ | .۶  | ۲۳٫۲ |
| 2007   | فیبا یوروبسکت               | ۹  | ۳۳٫۹ | .۴۳۲ | .۳۱۳ | .۸۶۰  | ۸٫۷  | ۱٫۶ | .۹  | .۹  | ۲۴٫۰ |
| ۲۰۰۸   | Olympic Games qualification | ۵  | ۳۱٫۲ | .۵۰۰ | .۴۳۵ | .۹۲۲  | ۸٫۲  | ۲٫۶ | .۲  | ۱٫۰ | ۲۶٫۶ |
| 2008   | Olympic Games               | ۵  | ۲۸٫۴ | .۴۱۹ | .۴۱۷ | .۹۵۸  | ۸٫۴  | .۶  | .۲  | .۰  | ۱۷٫۰ |
| 2011   | فیبا یوروبسکت               | ۸  | ۲۹٫۹ | .۴۴۲ | .۴۲۱ | .۹۳۳  | ۶٫۶  | ۱٫۴ | .۴  | .۴  | ۱۹٫۵ |
| Career |                             | ۸۱ | ۳۱٫۶ | .۴۵۷ | .۳۸۲ | .۸۵۵  | ۷٫۱  | ۱٫۸ | .۹  | .۹  | ۲۲٫۰ |